# Tallo-bucle

Ejemplo de una estructura tallo-bucle en un segmento de ARN.

Una estructura en tallo-bucle es un tipo de patrón estructural que se produce por un emparejamiento de bases intramolecular en una molécula de ácido nucleico, con frecuencia aparece en moléculas de ARN, aunque ocasionalmente se puede presentar en moléculas de ADN monocatenarias. También se la llama tallo-lazo, bucle en horquilla o simplemente horquilla (en inglés stem-loop, hairpin loop).
Este tipo de estructuras se origina cuando dos regiones de una misma cadena, generalmente con una secuencia de nucleótidos complementaria si la leemos en sentidos opuestos, se empareja base a base para formar una doble hélice (o tallo) que acaba en un lazo (o bucle) de bases desemparejadas. La estructura resultante es una forma básica de la estructura secundaria de muchos ARNs.
Un ejemplo de una secuencia de ARN 5'→3' que produciría una estructura en horquilla o tallo-bucle es la siguiente:
GCCGCGGGCCGAAAAAACCCCCCCGGCGCCCGGC
En esta secuencia, los nucleótidos en negrita, que son complementarios, se emparejarían formando el tallo, y la secuencia central no complementaria formaría el bucle.

## Formación y estabilidad
La formación de una estructura tallo-bucle depende de las estabilidades relativas de las regiones en hélice y de los bucles resultantes.
El primer prerrequisito es la presencia de una secuencia que pueda doblarse sobre sí misma para formar una doble hélice con emparejamiento de bases. La estabilidad de esta hélice va a estar determinada por su longitud, el número de regiones desemparejadas o lazos que contiene (un número pequeño es tolerable, especialmente en hélices de gran tamaño) y de la composición de la región emparejada. Los emparejamientos entre una guanina y una citosina comprenden tres enlaces de hidrógeno y son más estables que los emparejamientos adenina-uracilo, que sólo forman dos. En el ARN los emparejamientos guanina-uracilo forman dos enlaces de hidrógeno y son también comunes y favorables. Las interacciones debidas al apilamiento de bases una sobre la otra de modo que los orbitales pi de sus anillos aromáticos quedan alineados en una orientación favorable, también promueven la formación de una hélice. 
La estabilidad del bucle también influye en la formación de la estructura en horquilla. Los bucles que tengan menos de tres bases de longitud son estéricamente imposibles y no se pueden formar. Los bucles grandes, sin una estructura secundaria propia (como los emparejamientos pseudonudo) son inestables también. La longitud óptima de un bucle ronda las 4 a 8 bases. Un bucle común con la secuencia UUCG se denomina tetrabucle y es especialmente estable debido a las interacciones de los componentes de los nucleótidos cuando las bases se encuentran una sobre la otra.
La presencia de sales, en particular las de iones divalentes como el magnesio (Mg2+
) estabiliza estas estructuras, un aumento en la temperatura provoca su desaparición.
Es posible predecir la estabilidad de las estructuras en tallo-bucle por medio de reglas termodinámicas basadas en el análisis empírico de un gran número de dúplex de ARN.

## Ejemplos

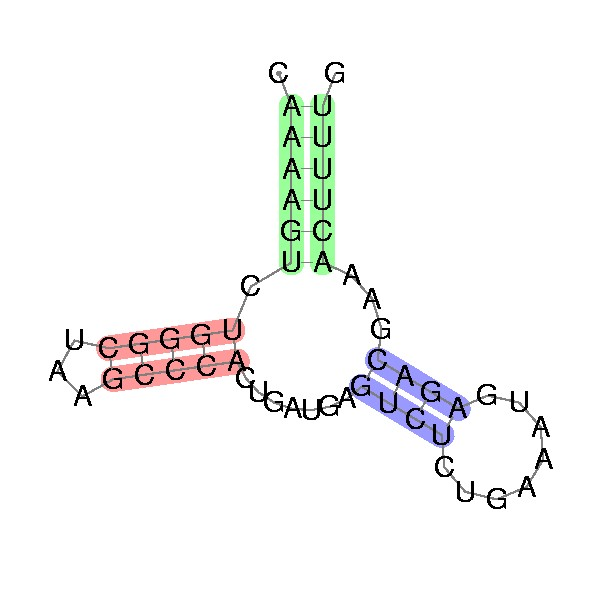
Ribozima cabeza de martillo.

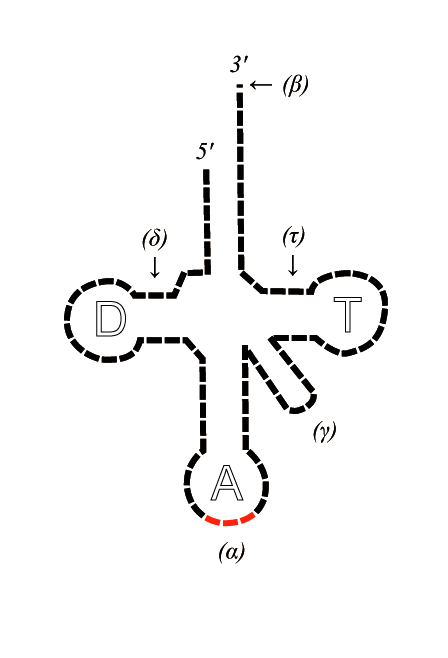
El ARNt presenta tres estructuras tallo-bucle.

Las estructuras en tallo-bucle aparecen en el pre-microARN y en el ARN de transferencia, los cuales contienen tres verdaderas estructuras tallo-bucle además de un tallo adicional que forma el "tallo" propiamente dicho de la característica forma en "hoja de trébol". El anticodón que reconoce al codón durante el proceso de traducción está localizado en uno de los bucles del ARNt. Dos estructuras solapadas tallo-bucle aparecen en los pseudonudos del ARN, en las que el bucle de una estructura forma parte del tallo de la segunda.
Muchas ribozimas forman estructuras en tallo-bucle. Una ribozima cabeza de martillo que se autoprocesa contiene tres estructuras tallo-bucle que se unen en una región central desemparejada donde se encuentra el sito de corte. La estructura secundaria básica de la ribozima cabeza de martillo es necesaria para su actividad de autoescisión.
La formación de una estructura tallo-bucle en el ARNm en el sitio de unión al ribosoma puede controlar la iniciación de la traducción.
Las estructuras tallo-bucle son también importantes en los procariotas durante la terminación de la transcripción independiente de rho. Se forma un bucle en horquilla en una fibra de ARNm durante la transcripción, lo que causa que la ARN polimerasa se disocie de la fibra molde de ADN. Este proceso se conoce como terminación independiente de rho o terminación intrínseca, y las secuencias implicadas se denominan secuencias terminadoras.